# Grégoire Sorlat
Pour les articles homonymes, voir Sorlat.
Grégoire Sorlat, né le 24 septembre 1959, est un producteur de cinéma français.

## Biographie
Grégoire Sorlat fonde en 1990 Why Not Productions avec Pascal Caucheteux.

## Filmographie (sélection)
- 1992 : La Sentinelle d'Arnaud Desplechin
- 1995 : N'oublie pas que tu vas mourir de Xavier Beauvois
- 1995 : The Doom Generation de Gregg Araki
- 1997 : Nowhere de Gregg Araki
- 2000 : Esther Kahn d'Arnaud Desplechin
- 2001 : Liberté-Oléron de Bruno Podalydès
- 2005 : Le Parfum de la dame en noir de Bruno Podalydès
- 2007 : Une journée de Jacob Berger
- 2009 : Un prophète de Jacques Audiard
- 2010 : Des hommes et des dieux de Xavier Beauvois
- 2012 : Au-delà des collines de Cristian Mungiu
- 2012 : De rouille et d'os de Jacques Audiard
- 2013 : Jimmy P. (Psychothérapie d'un Indien des Plaines) d'Arnaud Desplechin
- 2014 : Jimmy's Hall de Ken Loach
- 2015 : Dheepan de Jacques Audiard
- 2015 : Trois souvenirs de ma jeunesse d'Arnaud Desplechin
- 2016 : Baccalauréat de Cristian Mungiu
- 2016 : La Tortue rouge de Michael Dudok de Wit
- 2016 : Moi, Daniel Blake de Ken Loach
- 2017 : Faute d'amour d'Andreï Zviaguintsev

## Distinctions

### Récompenses
- César 2010 : César du meilleur film pour Un prophète
- César 2011 : César du meilleur film pour Des hommes et des dieux
- César 2018 : César du meilleur film étranger pour Faute d'amour

### Nominations
- César du meilleur film
  - en 2013 pour De rouille et d'os
  - en 2014 pour Jimmy P. (Psychothérapie d'un Indien des Plaines)
  - en 2016 pour Dheepan et pour Trois souvenirs de ma jeunesse